# Monica Törnell

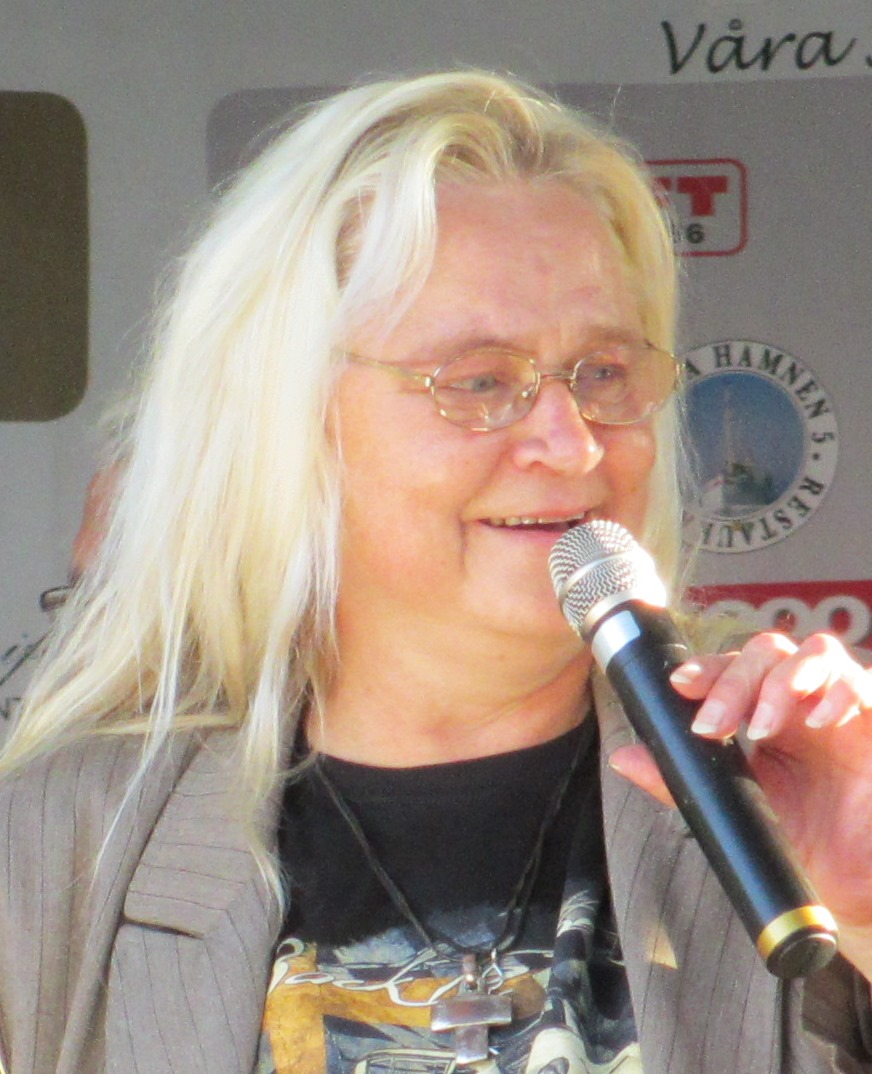
Monica Törnell (2014)

Monica Kristina Ingeborg Törnell (* 3. Juni 1954 in Trönö, Hälsingland) ist eine schwedische Pop-Rock-Sängerin.
Sie wurde 1971 von Cornelis Vreeswijk entdeckt, als sie bei einer Restauranteröffnung sang. Ihr Debütalbum Ingica war noch folklastig, ihre späteren Alben wurden rockiger. Zusammen mit dem Schlagerkomponisten Lasse Holm siegte sie beim Melodifestivalen 1986 und durfte daher mit ihm beim Eurovision Song Contest 1986 antreten. Mit dem rockigen Schlager E' de' det här du kallar kärlek? erreichte das Duo den fünften Platz.

## Diskografie

### Alben
| Jahr | Titel Musiklabel Katalog-Nr.       | Höchstplatzierung, Gesamtwochen, AuszeichnungChartsChartplatzierungen (Jahr, Titel, Musiklabel Katalog-Nr., Platzierungen, Wochen, Auszeichnungen, Anmerkungen) | Anmerkungen |
| Jahr | Titel Musiklabel Katalog-Nr.       | SE | Anmerkungen |
| ---- | ---------------------------------- | --- | ----------- |
| 1978 | Jag är som jag är Philips 6316 108 | SE24 (10 Wo.)SE |             |
| 1979 | Ingica nångrid Philips 6316 123    | SE45 (1 Wo.)SE |             |
| 1982 | Ängel 6362 Mercury 088             | SE35 (1 Wo.)SE |             |
| 1984 | Mica Air AIRLP 1013                | SE12 (10 Wo.)SE |             |
| 1984 | Fri Air AIRLP 1015                 | SE42 (1 Wo.)SE |             |
| 1986 | Big Mama Air AIRLP 1019            | SE30 (2 Wo.)SE |             |
| 1988 | Månfred RCA PD 71635               | SE20 (4 Wo.)SE |             |

Weitere Alben
- 1972: Ingica (Philips 6316 017)
- 1973: Alrik (Philips 6316 033)
- 1975: Don’t Give a Damn (Philips 6316 052)
- 1977: Bush Lady (Mercury 6363 011)
- 1986: Förut ..., Monica Törnells bästa (Kompilation, Air AIRLP 1021)
- 1989: Vive la Mystique (V.I.P. VCD 5001)
- 1992: Äppelkväll, Monica Törnell sings Lennart Hellsing (Locomotion LOCO C-124)
- 1996: Monica Törnell – svenska popfavoriter (Kompilation, Karussell 552 566-2)

### Singles
| Jahr | Titel Album                       | Höchstplatzierung, Gesamtwochen, AuszeichnungChartsChartplatzierungen (Jahr, Titel, Album, Platzierungen, Wochen, Auszeichnungen, Anmerkungen) | Anmerkungen    |
| Jahr | Titel Album                       | SE | Anmerkungen    |
| ---- | --------------------------------- | --- | -------------- |
| 1986 | E’ de’ det här du kallar kärlek – | SE17 (2 Wo.)SE | mit Lasse Holm |